# Свечников, Павел Семёнович
Павел Семёнович Свечников (1926—1944) — сержант Рабоче-крестьянской Красной Армии, участник Великой Отечественной войны, Герой Советского Союза (1943).

## Биография
Родился 9 января 1926 года в селе Коноваловское Петропавловского уезда Акмолинской губернии (ныне - Район Шал Акына).
В 1932 году семья переехала в село Кызыл-Туу (ныне — Сокулукский район Чуйской области Кыргызстана). Окончил семь классов школы.
В 1943 году призван на службу в Рабоче-крестьянскую Красную Армию. С того же года — на фронтах Великой Отечественной войны, воевал наводчиком, позже командиром орудия 317-го гвардейского истребительно-противотанкового артиллерийского полка 47-й армии Воронежского (с октября 1943 — 1-го Украинского) фронта. Отличился во время битвы за Днепр.
В конце 1943 года расчёт Свечникова переправился через Днепр в районе села Студенец Каневского района Черкасской области Украинской ССР и принял активное участие в боях за удержание и расширение плацдарма на его западном берегу. В тех боях Свечников лично подбил 4 танка, 3 самоходные артиллерийские установки и уничтожил несколько вражеских огневых точек.
Указом Президиума Верховного Совета СССР от 24 декабря 1943 года за образцовое выполнение боевых заданий командования на фронте борьбы с немецкими захватчиками, форсирование реки Днепр и проявленные при этом отвагу и геройство гвардии сержант Павел Свечников был удостоен высокого звания Героя Советского Союза. Орден Ленина и медаль «Золотая Звезда» он получить не успел, так как 16 января 1944 года умер от полученных в боях ранений в полевом подвижном госпитале № 638. Похоронен в посёлке Ставище Киевской области.
Был также награждён орденами Красного Знамени и Отечественной войны 2-й степени.